# Microrregión de Aripuanã
La microrregión de Aripuanã es una de las microrregiones del estado brasilero de Mato Grosso perteneciente a la mesorregión Norte Mato-Grossense. Su población fue estimada en 2006 por el IBGE en 116.588 habitantes y está dividida en ocho municipios. Posee un área total de 124.123,822 km².

## Municipios
- Aripuanã
- Brasnorte
- Castanheira
- Colniza
- Cotriguaçu
- Juína
- Juruena
- Rondolândia

- Datos: Q942342